# Берилов, Рафаил Иванович
Рафаил Иванович Бери́лов (1895—1963) — советский инженер.

## Биография

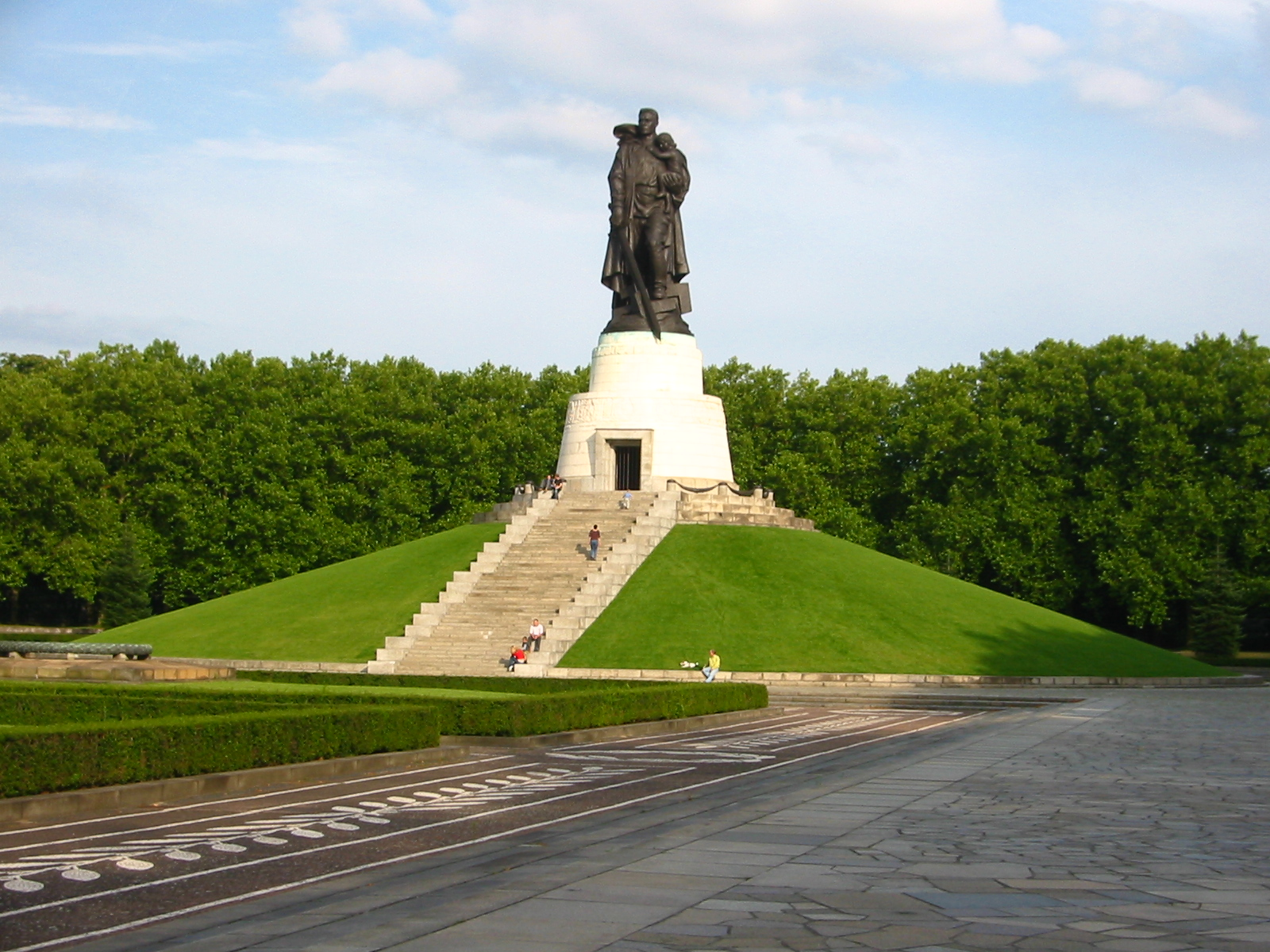
Воин-освободитель в Трептов-парке

В 1936—1952 годах директор Ленинградского завода бронзового и чугунного литья «Монументскульптура».
В блокадную зиму (1941—1942) завод отливал корпуса противотанковых гранат и мин.
В 1942 году рабочих и оборудование эвакуировали по льду Ладожского озера и вывезли в Павлодар, где под руководством директора Берилова было развёрнуто литейное и керамическое производство.
В 1944 году завод вернулся в Ленинград.
Наиболее известные работы «Монументскульптуры» в период директорства Берилова:
- 1949 — «Воин-освободитель», монумент в берлинском Трептов-парке.
- Скульптурная композиция «Самсон, раздирающий пасть льва», Петергоф. Воссоздана специалистами завода взамен утраченной в годы оккупации.
- Скульптура Ленина для памятника в Риге, 1950 год, арх.: Э. Е. Шталберг, ск.: В. Я. Боголюбов и В. И. Ингал, демонтирована.

## Награды и премии
- Сталинская премия третьей степени (1950) — за разработку и внедрение новой технологии гальванопластики при репродуциировании скульптур в металле.